# 屋島的禿狸

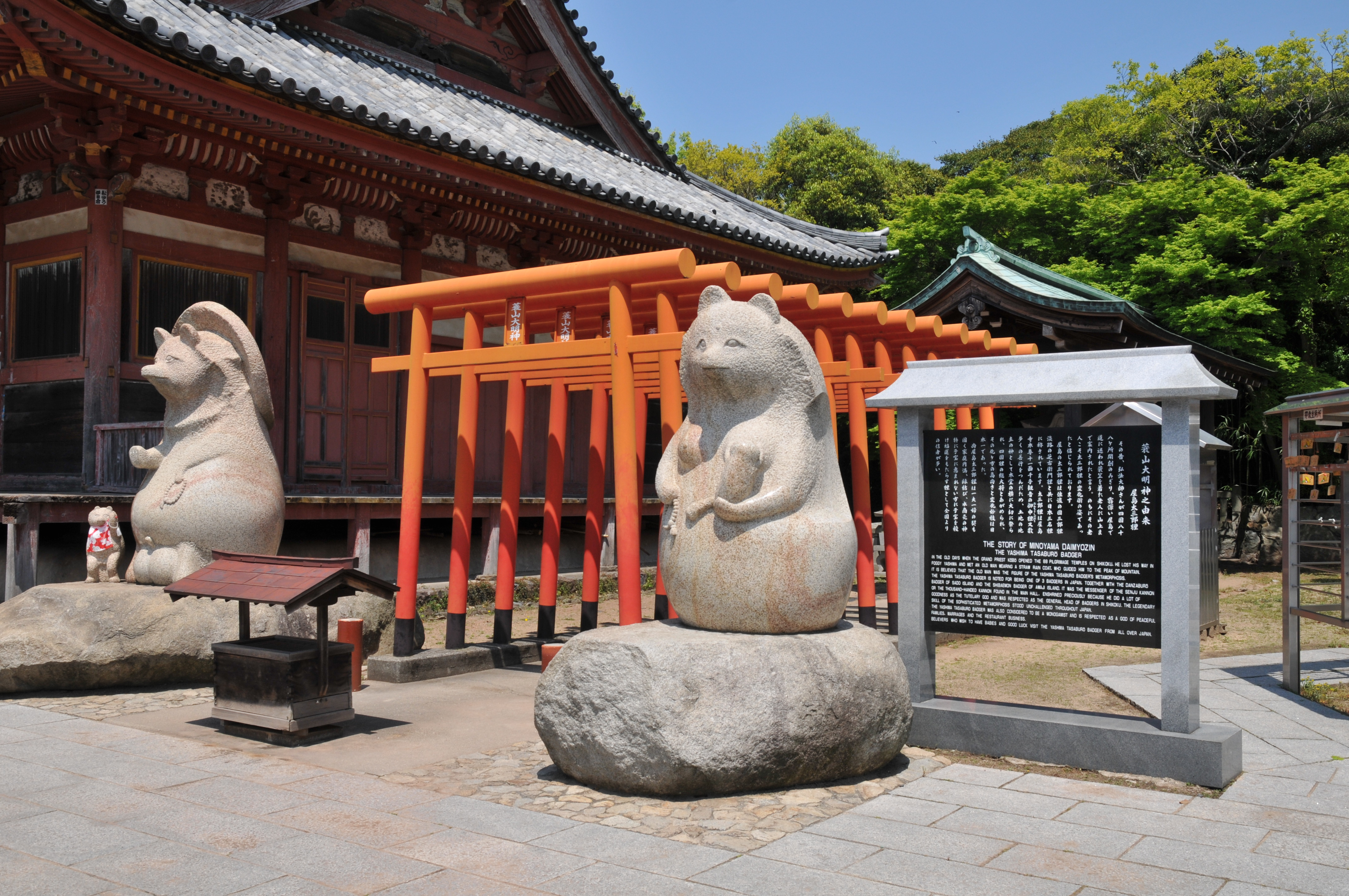
Minoyama Daimyōjin - Yashima-ji

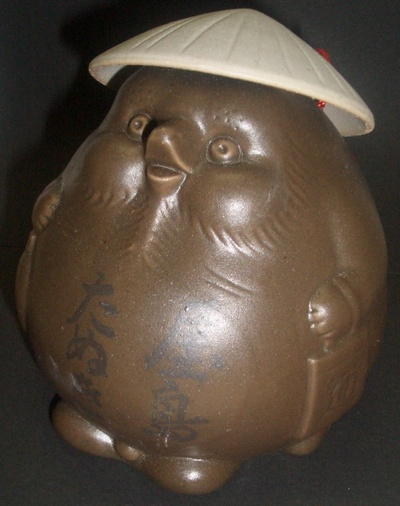
屋島的禿狸的酒德利

屋島的禿狸（やしまのはげたぬき）是香川縣高松市屋島傳說中的狸。也稱為太三郎狸（たさぶろうたぬき）、屋島の禿（やしまのはげ、やしまのかむろ）。其和佐渡的團三郎狸以及淡路的芝右衛門狸並列日本三大名狸。 

## 傳說
很久以前，有一隻狸受了箭傷為平重盛所救，為了報答其恩情，發誓永遠守護平家。屋島的禿狸即是這只狸的子孫。 
平家滅亡後，禿狸在四國八十八箇所的第84番的屋島寺做守護神。它的變化能力是日本第一，同時也是四國的狸的總大將。據說有年冬天禿狸曾招集了300都匹狸到屋島寺的雪之庭分為兩派上演了源平合戰的全過程，它自己變化成源義經表演飛弓射八船。 
後來有禿狸被獵人殺死的說法，也有淡路的芝右衛門狸比賽變化而丟掉性命的說法。 後者描寫到：日本三大名狸都自認為自己是日本第一強狸，於是禿狸乘船去淡路向芝右衛門狸挑戰變化。在決勝負的那一天，在決鬥的地方芝右衛門突然看到海上出現了無數的軍艦。芝右衛門大吃一驚，認為有戰爭爆發，又忽見軍艦都消失了，而禿狸從影像中出現，原來這些都是禿狸的變幻之術。芝右衛門承認是禿狸贏了，並且準備將禿狸介紹給自己熟識的大名。在第二個舉行的日子，大名出現在決鬥的地方，禿狸認為他是芝右衛門幻化的，便大聲稱讚道「您真是厲害的對手」，旁邊卻出現一個武士大喊「不得無禮! 」並用搶將狸刺殺了，原來那是真正的大名。芝右衛門非常過意不去，將禿狸厚葬了。 
禿狸死後的霊漂浮到阿波（現・德島縣）並附身於人。 嘉永年間在阿波郡林村（現・阿波市）附身於理髮的女性，預言凶吉。 。
另外在江戸末期發生的狸之間的大戰阿波狸合戰的時候，日開野村（現・小松島市）的金長狸和另一方的六右衛門狸雙雙去世後，雙方的後代再次挑起合戰，最後由屋島的禿狸從中調解，獲得和平。 據說後來在甲午戰爭和日俄戰爭中，禿狸也攜眾多子孫參加，表現活躍。
因為屋島的禿狸多行善事，現在被高松市屋島寺祭祀為蓑山大明神。 。它可保佑人們喜結良緣、夫妻和睦、家庭圓滿、子孫滿堂、生意興隆，全日本各地都有很多信徒。 

## 腳註
1. 1 2  屋島太三郎狸〈蓑山大明神〉 的存檔，存档日期2006-10-06. （~yashima/ 四國霊場第84番南面山千光院屋島寺 的存檔，存档日期2010-07-24.內） 2008年7月8日閲覧。
2. 1 2 3 4 5 6  村上健司編著『妖怪事典』 毎日新聞社、2000年、340-341頁。 ISBN 4-620-31428-5。
3. 1 2  宮崎修二朗・足立巻一 『日本の伝説43 兵庫の伝説』 1980年、角川書店、227-231頁。 ISBN 4-047-22043-4。
4. 1 2  阿波に於ける狸傳説十八則―附「外道」について― 屋島の禿狸 （页面存档备份，存于） （怪異・妖怪伝承データベース （页面存档备份，存于）內） 2008年7月8日閲覧。
5. ↑  阿波に於ける狸傳説十八則―附「外道」について― 狸合戦，金長，六右衛門 （页面存档备份，存于） （同上） 2008年7月8日閲覧。